# Phyllium bioculatum
Phyllium bioculatum (PSG: 10) is een wandelend blad uit de familie Phylliidae.

## Kenmerken
De mannetjes worden 7 cm groot, de vrouwtjes 9 cm. Een kenmerk van de mannetjes is hun altijd bruin gekleurde middelste potenpaar. Het achterlijf heeft de vorm van een blad. De grote achtervleugels zijn transparant. Op de kop bevinden zich lange, harige antennen.

## Voortplanting
De vrouwtjes kunnen zich  parthenogenees voortplanten, maar geslachtelijke voortplanting is ook mogelijk.
De verzorging in gevangenschap van deze soort is grotendeels te vergelijken met die van het reuzen wandelend blad (Phyllium giganteum).

## Verspreiding en leefgebied
Deze soort komt voor in Zuidoost-Azië, op het eiland Java en de Seychellen. 

## Externe link

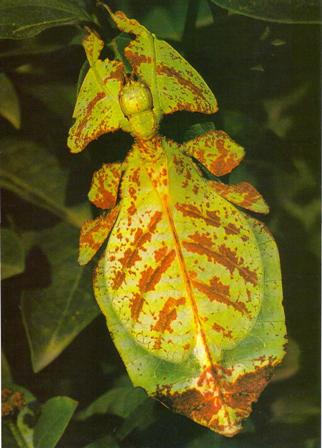
Variëteit: Phyllium (Pulchriphyllium) bioculatum, vrouwtje